# Gwendolyn Killebrew
Scènes principales
- Metropolitan Opera
- Deutsche Oper am Rhein
- Festival de Bayreuth

Gwendolyn Killebrew (née le 26 août 1939 à Philadelphie et morte le 24 décembre 2021 à Düsseldorf) est une contralto américaine d'opéra qui a travaillé en Allemagne et internationalement, entre autres au Metropolitan Opera et au Festival de Bayreuth.

## Carrière
Gwendolyn Killebrew étudie d'abord le piano et le cor et travaille comme professeur de musique et pratique la musicothérapie. Elle étudie le chant à la Juilliard School à New York avec Hans Heinz et Christopher West. Elle remporte une compétition en Belgique en 1966 et est la gagnante de la Metropolitan Opera National Council Auditions (en) la même année. Elle est engagée au Met en 1967 où elle chante des petits rôles. En 1968, elle joue le rôle de la walkyrie Waltraute dans Die Walküre de Wagner lors d'une représentation dirigée par Berislav Klobučar et diffusée en direct comme une émission de radio du samedi après-midi du Met ; le rôle-titre est chanté par Birgit Nilsson, Wotan par Thomas Stewart, Siegmund par Jon Vickers, Sieglinde par Leonie Rysanek, Hunding par Karl Ridderbusch et Fricka par Christa Ludwig.
À partir de 1978, elle apparait au Festival de Bayreuth, chantant dans le Ring du centenaire, la représentation du centenaire de Der Ring des Nibelungen de Wagner, mise en scène par Patrice Chéreau. Elle chante le rôle de Schwertleite dans Die Walküre et de Waltraute dans Götterdämmerung, également dans la version filmée de 1980.
À partir de 1976, elle chante régulièrement au Deutsche Oper am Rhein, notamment de l'opéra contemporain avec par exemple, en 1988, le rôle de Frau Leimberger dans Der Jüngste Tag de Giselher Klebe, en 1991 le rôle de Beroë dans The Bassarids de Hans Werner Henze et en 1995, pour la première de Gervaise Macquart de Klebe.

## Enregistrements
Gwendolyn Killebrew a enregistré en 1976 Rusalka d'Antonín Dvořák avec Bohumil Gregor dirigeant Het Omroeporkest (elle chante le rôle de la princesse étrangère) et Ježibaba avec Teresa Stratas dans le rôle-titre et Ivo Zidek (en) dans le rôle du prince.
En 1986, elle enregistre la troisième symphonie de Gustav Mahler avec l’Orchestre symphonique de la WDR de Cologne dirigé par Gary Bertini. Lewis M. Smoley écrit dans son livre, comparant les différents enregistrements des symphonies de Mahler, « qu'elle a une voix riche, profonde, dense, dont le timbre convient à l'atmosphère profonde d'un autre monde qu'est la poésie de Nietzsche (« has a deep, rich, if heavyish, timbre that suits the profound, other-worldly athmosphere of Nietzsche's poetry »). »